# Nechánice
Nechánice je vesnice v okrese Praha-východ, součást obce Sulice. Nachází se 2 km na jihozápad od Sulic. Na východ od vesnice pramení Chotouňský potok. 
Ve vesnici je evidováno celkem 158 adres. Nad vesnicí poblíž hotelu René se nachází hospoda U Zdenky, ta leží na červené i žluté turistické stezce, z nichž žlutá následně prochází středem vesnice okolo budovy bývalé prodejny.

## Další fotografie

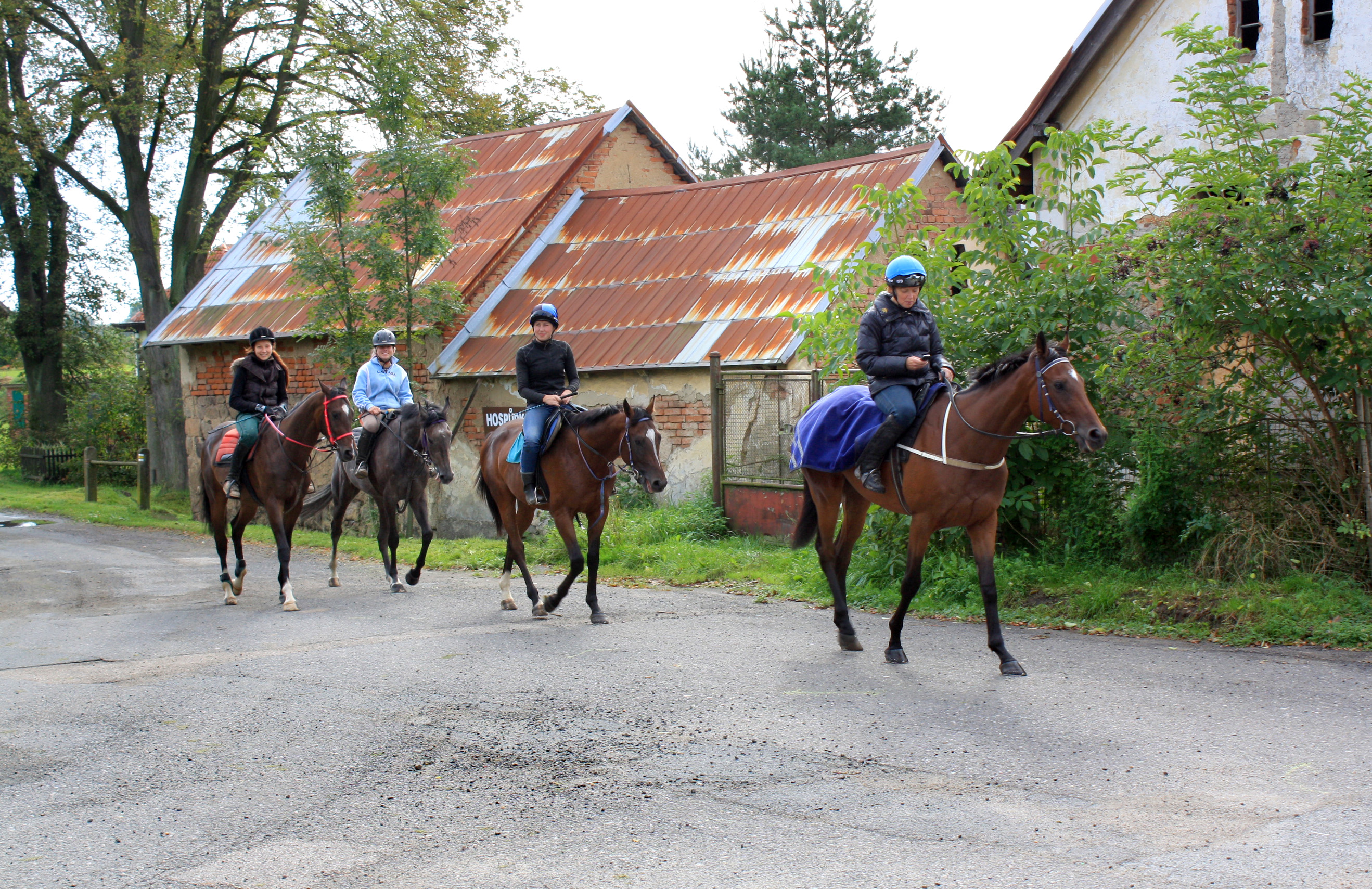
Koně na návsi
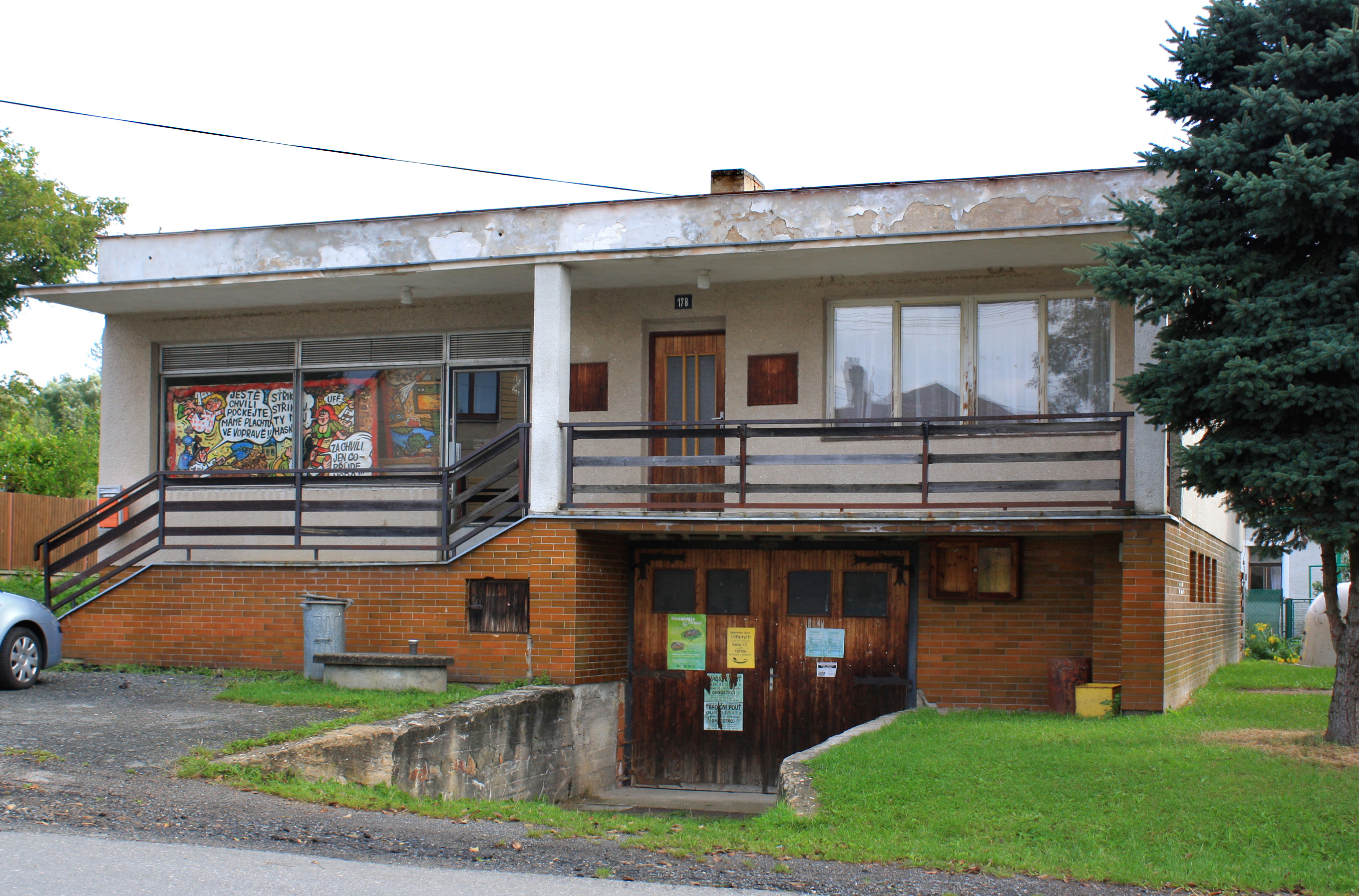
Bývalá prodejna
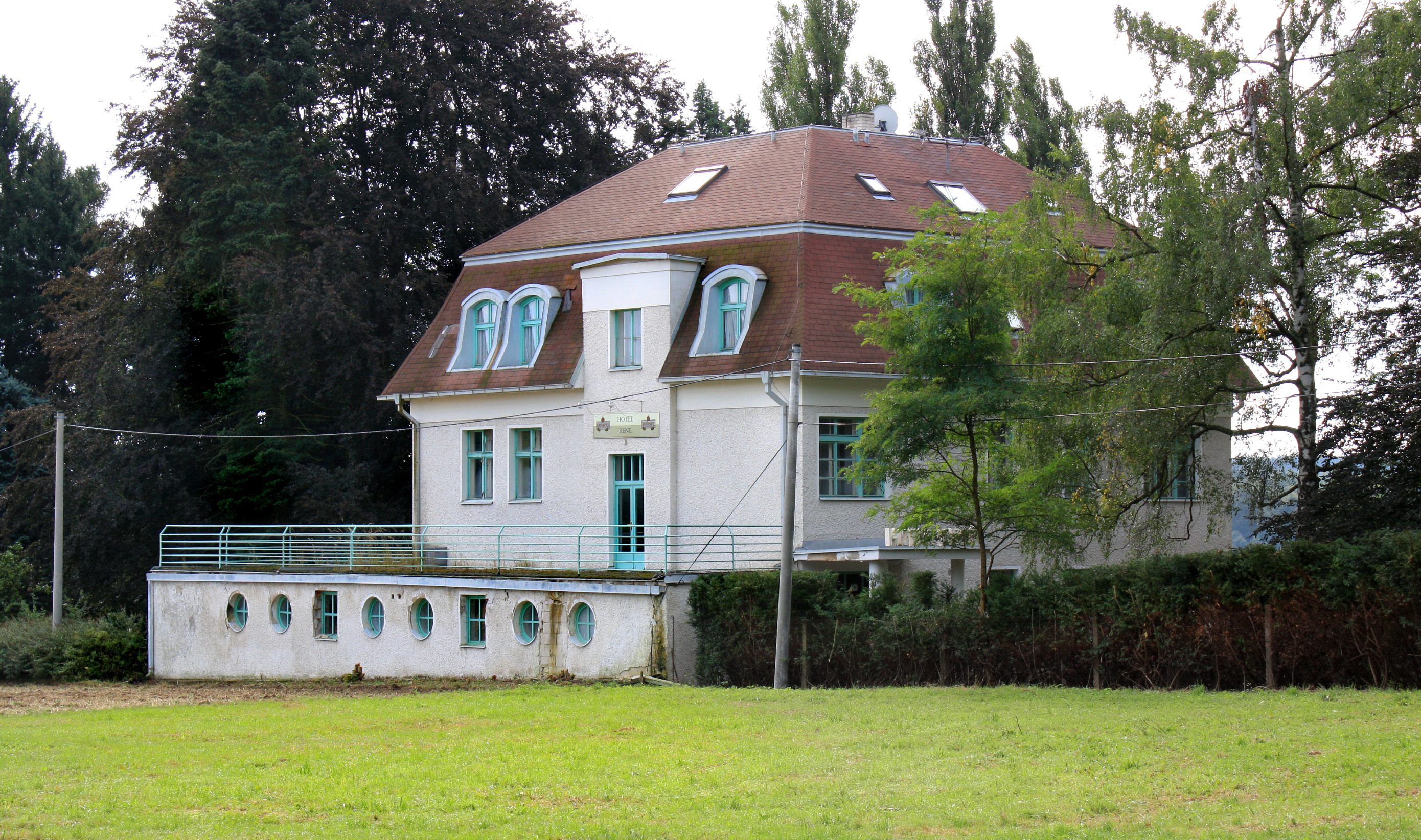
Hotel René